# Krki híd
A Krki híd (horvátul: Krčki most, régebben Titov most, azaz „Tito híd” volt a neve) köti össze horvátországi Krk szigetet a szárazfölddel. Átadásakor a világ legnagyobb beton ívhídja volt.

## Fekvése
A közúti híd egy vasbeton ívhíd felsőpályás közúti forgalommal. A híd két részből áll közepén a kicsiny Szent Márk-szigettel. A nagyobb hídnyílás a Tihi-csatorna (Tihi Kanal) felett a szárazföldtől a Szent Márk-szigetig, a kisebb a szigettől a Bóra-csatorna (Burni Kanal) felett a Krk-szigetig épült fel. A csatorna a nevét a térségre jellemző bóráról kapta. 
A támaszok távolsága 390 m és 244 m. A boltívek alkalmazásával a víz alatt fekvő ívek távolsága eléri a 416 m-t.

## Története
A hidat Ilija Stojadinović tervezte Vukan Njagulj és Bojan Možina  közreműködésével. Fővállalkozó a Mostogradnja Beograd, alvállalkozója a Hidroelektra Zagreb volt.
Építésének kezdete 1976 júliusa volt, a kivitelezés 4 évet vett igénybe. Átadásakor – 1980. július 19-én – a világ legnagyobb beton ívhídja volt, 85 m-rel megelőzve a Gladesville hidat Sydney-ben. 1996-ban a Kínában felavatott Vanhszien híd vette át az elsőséget a maga 420 méterével. A híd közúti átvezetése 1430 métert tesz ki. Az ív nyílásmagassága 67 m.
Mindkét ívet a helyszínen előre gyártott szekrény zsaluzattal, helyszíni betonozással és segédtartó kötélzettel építették fel. Mindkét hídpillér egyszerre közelítette meg egymást és középen kapcsolódtak össze.
Az építkezést a szél is nehezítette. 20 500 m³ betont, 130 tonna feszítőacélt és 4 500 tonna betonacélt használtak fel. Átlagosan 350 fő dolgozott az építkezésen. Gyakran emlegetett, de téves információ, hogy az egykori munkásszállás ma Uvala Scott néven szálloda a híd lábánál.
Átadáskor Tito híd névre keresztelték. 1980-tól 2000-ig 27,2 millió autós haladt át a hídon. 

## Bóra
A területre a parti hegyvidék felől gyakran lecsap a bóra. 1987. január 17-én 19:25 órakor a szél sebessége a hídon elérte a 220 km/h-t. Ezidáig mért legnagyobb maximális szélerőséget 2013. november 11-én jegyezték fel: 237 km/h. A veszélyes szélsebesség idején a híd forgalmát a balesetek elkerülése érdekében lezárják.

## Képek

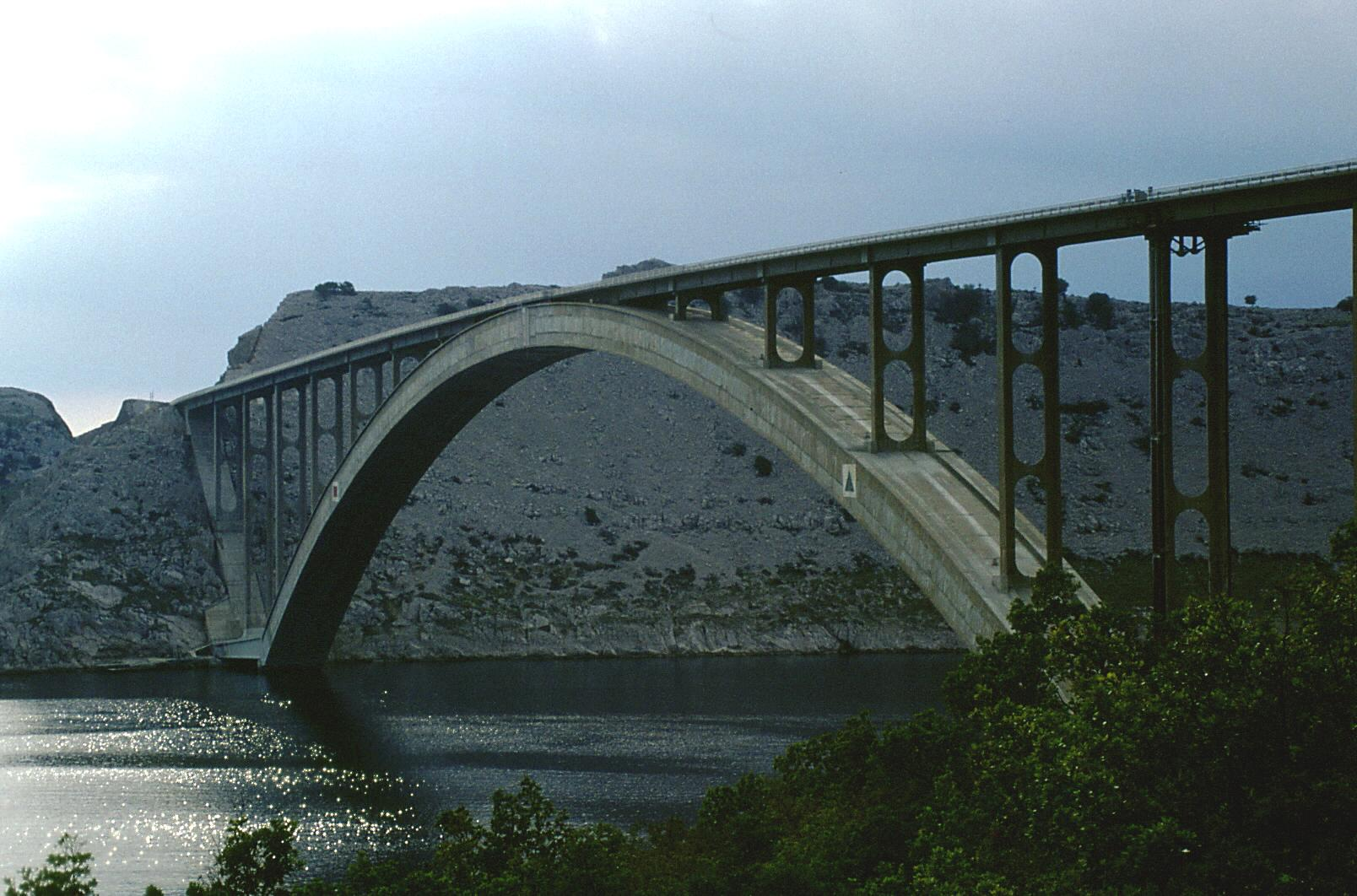
A híd legnagyobb nyílása
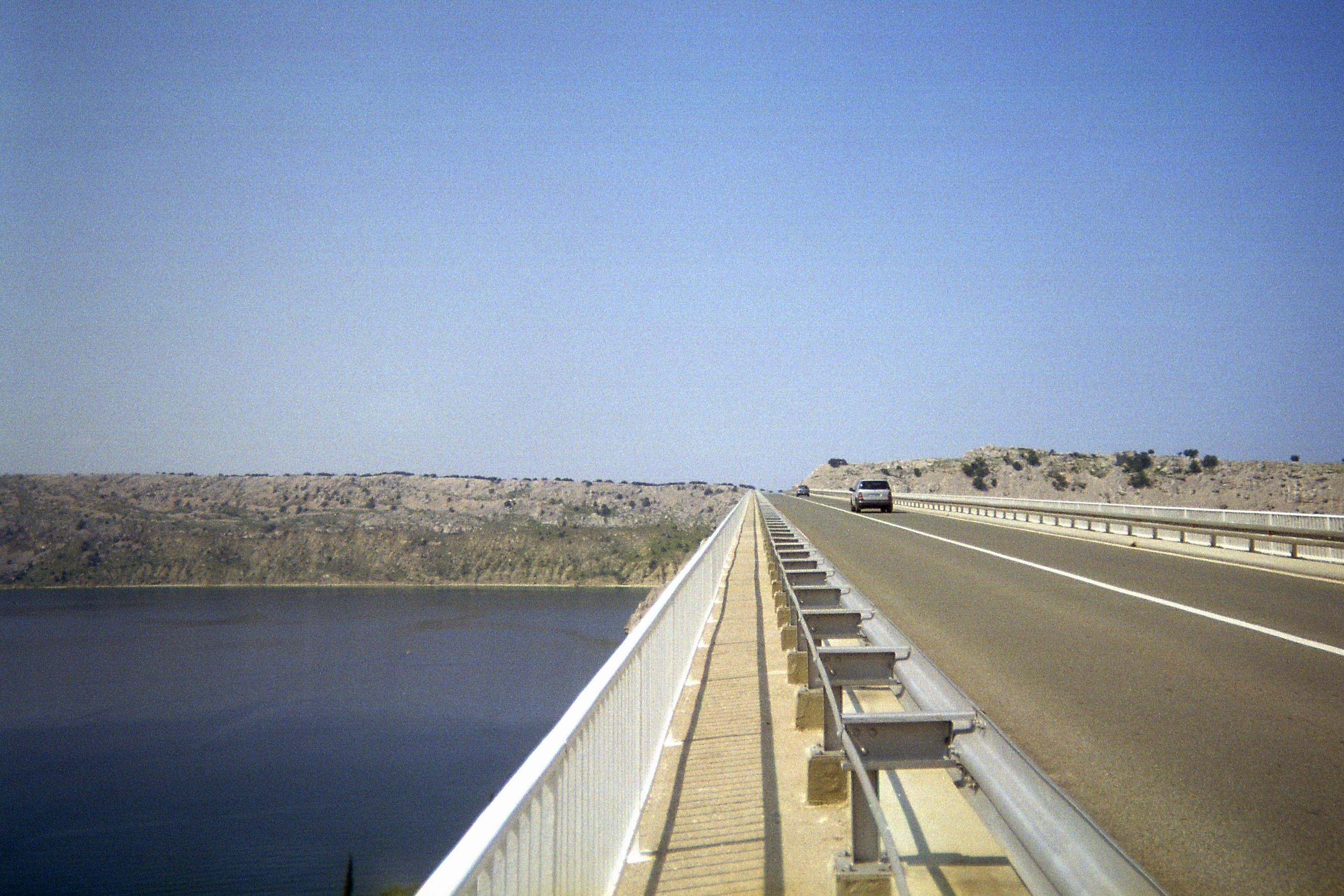
A közúti pálya
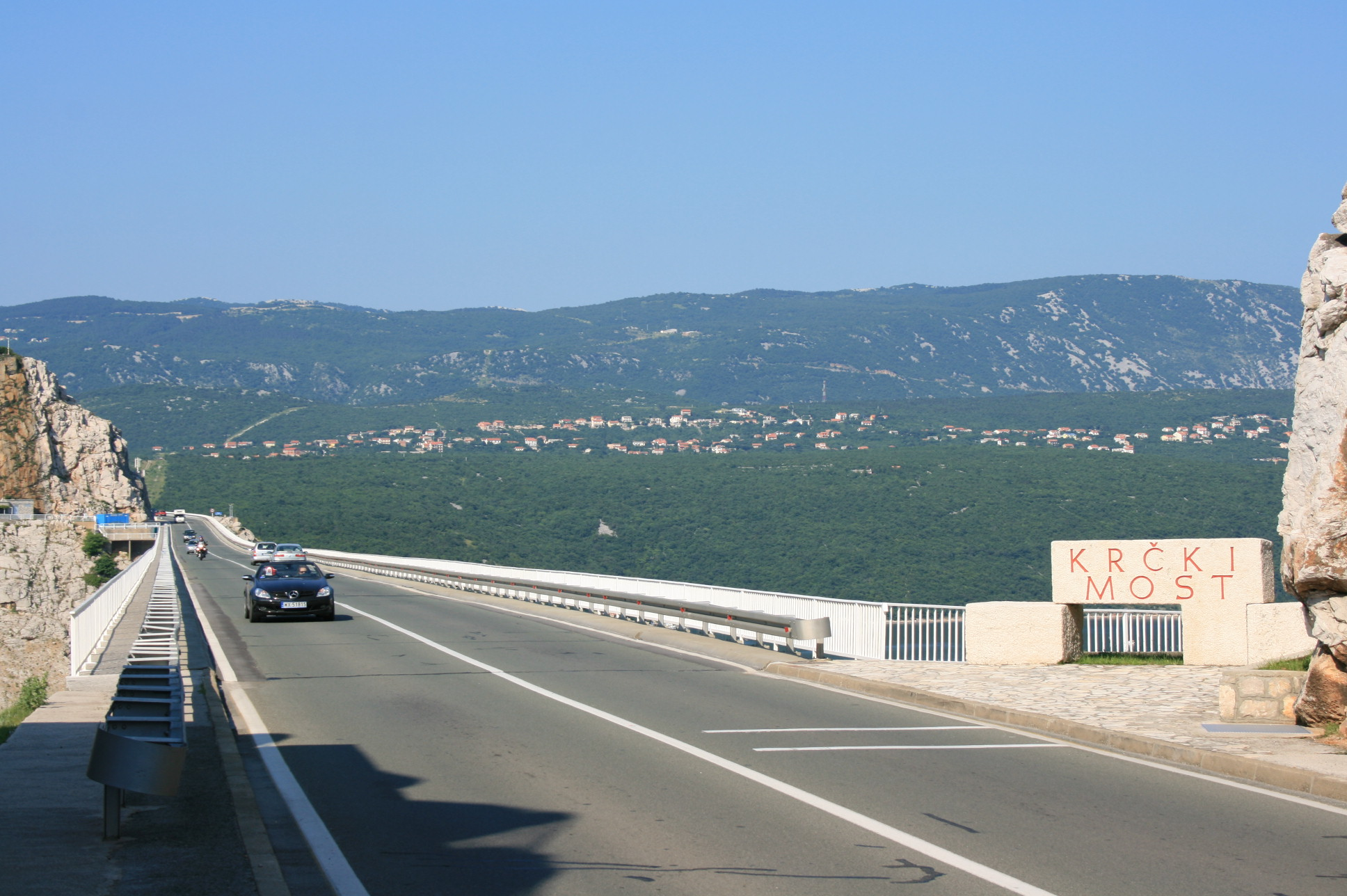
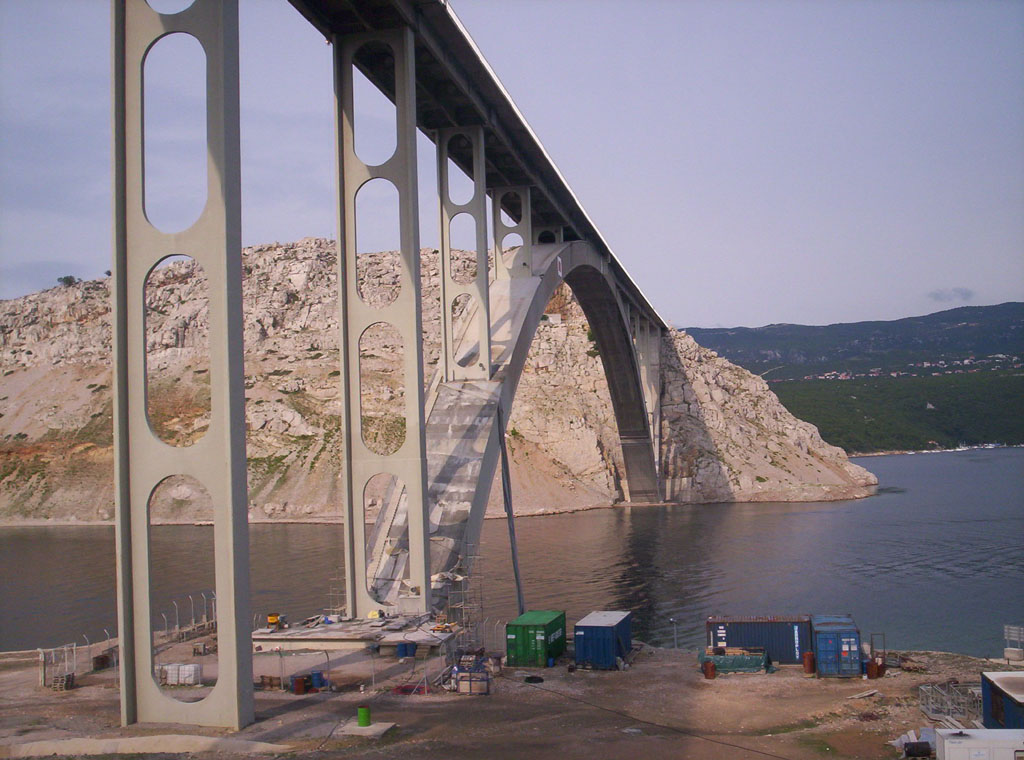

## Fordítás
- Ez a szócikk részben vagy egészben a Krk-Brücke című német Wikipédia-szócikk fordításán alapul.  Az eredeti cikk szerkesztőit annak laptörténete sorolja fel. Ez a jelzés csupán a megfogalmazás eredetét és a szerzői jogokat jelzi, nem szolgál a cikkben szereplő információk forrásmegjelöléseként.

## Külső hivatkozások
- Structurae Krk-Brücke Nemzetközi adatbank hidakról és mérnöki létesítményekről (angolul és németül)
- About the bridge a Klimno turista weblapon
- Dvadeseta obljetnica mosta kopno – otok Krk (horvátul)